# Broj 1 singlovi 2009. (Russian Airplay Chart)
Popis broj 1 singlova u 2009. godini u Rusiji prema Russian Airplay Chartu.
| Datum         | Skladbe                           | Skladbe                           | Izvođač                |
| Datum         | (originalno)                      | (transliterirano)                 | Izvođač                |
| ------------- | --------------------------------- | --------------------------------- | ---------------------- |
| 4. siječnja   | "Лучшая ночь"                     | Lutchshaya noch                   | MakSim                 |
| 11. siječnja  | "Лучшая ночь"                     | Lutchshaya noch                   | MakSim                 |
| 18. siječnja  | "Hot N Cold"                      | "Hot N Cold"                      | Katy Perry             |
| 25. siječnja  | "Hush Hush"                       | "Hush Hush"                       | Pussycat Dolls         |
| 1. veljače    | "Скажи, не молчи"                 | Skazhi, ne molchi                 | Serebro                |
| 8. veljače    | "Скажи, не молчи"                 | Skazhi, ne molchi                 | Serebro                |
| 15. veljače   | "Скажи, не молчи"                 | Skazhi, ne molchi                 | Serebro                |
| 22. veljače   | "Скажи, не молчи"                 | Skazhi, ne molchi                 | Serebro                |
| 1. ožujka     | "Скажи, не молчи"                 | Skazhi, ne molchi                 | Serebro                |
| 8. ožujka     | "Скажи, не молчи"                 | Skazhi, ne molchi                 | Serebro                |
| 15. ožujka    | "Скажи, не молчи"                 | Skazhi, ne molchi                 | Serebro                |
| 22. ožujka    | "Скажи, не молчи"                 | Skazhi, ne molchi                 | Serebro                |
| 29. ožujka    | "Скажи, не молчи"                 | Skazhi, ne molchi                 | Serebro                |
| 5. travnja    | "Скажи, не молчи"                 | Skazhi, ne molchi                 | Serebro                |
| 12. travnja   | "Скажи, не молчи"                 | Skazhi, ne molchi                 | Serebro                |
| 19. travnja   | "Скажи, не молчи"                 | Skazhi, ne molchi                 | Serebro                |
| 26. travnja   | "Скажи, не молчи"                 | Skazhi, ne molchi                 | Serebro                |
| 3. svibnja    | "Ева"                             | Eva                               | Vintazh                |
| 10. svibnja   | "Ева"                             | Eva                               | Vintazh                |
| 17. svibnja   | "Ева"                             | Eva                               | Vintazh                |
| 24. svibnja   | "Ева"                             | Eva                               | Vintazh                |
| 31. svibnja   | "Ева"                             | Eva                               | Vintazh                |
| 7. lipnja     | "Ева"                             | Eva                               | Vintazh                |
| 14. lipnja    | "Ева"                             | Eva                               | Vintazh                |
| 21. lipnja    | "Fairytale"                       | "Fairytale"                       | Alexander Rybak        |
| 28. lipnja    | "Fairytale"                       | "Fairytale"                       | Alexander Rybak        |
| 5. srpnja     | "Ева"                             | Eva                               | Vintazh                |
| 12. srpnja    | "Не отдам"                        | Ne otdam                          | MakSim                 |
| 19. srpnja    | "Не отдам"                        | Ne otdam                          | MakSim                 |
| 26. srpnja    | "Не отдам"                        | Ne otdam                          | MakSim                 |
| 2. kolovoza   | "Не отдам"                        | Ne otdam                          | MakSim                 |
| 9. kolovoza   | "Не отдам"                        | Ne otdam                          | MakSim                 |
| 16. kolovoza  | "Не отдам"                        | Ne otdam                          | MakSim                 |
| 23. kolovoza  | "Colors"                          | "Colors"                          | Morandi                |
| 30. kolovoza  | "I Know You Want Me (Calle Ocho)" | "I Know You Want Me (Calle Ocho)" | Pitbull                |
| 6. rujna      | "I Know You Want Me (Calle Ocho)" | "I Know You Want Me (Calle Ocho)" | Pitbull                |
| 13. rujna     | "Colors"                          | "Colors"                          | Morandi                |
| 20. rujna     | "Celebration"                     | "Celebration"                     | Madonna                |
| 27. rujna     | "Celebration"                     | "Celebration"                     | Madonna                |
| 4. listopada  | "Сладко"                          | "Sladko"                          | Serebro                |
| 11. listopada | "Я буду"                          | "Ya Budu"                         | 23:45 & 5ivesta Family |
| 18. listopada | "Я буду"                          | "Ya Budu"                         | 23:45 & 5ivesta Family |
| 25. listopada | "Я буду"                          | "Ya Budu"                         | 23:45 & 5ivesta Family |
| 1. studenog   | "Я буду"                          | "Ya Budu"                         | 23:45 & 5ivesta Family |
| 8. studenog   | "Я буду"                          | "Ya Budu"                         | 23:45 & 5ivesta Family |
| 15. studenog  | "Я буду"                          | "Ya Budu"                         | 23:45 & 5ivesta Family |
| 22. studenog  | "Я буду"                          | "Ya Budu"                         | 23:45 & 5ivesta Family |
| 29. studenog  | "Я буду"                          | "Ya Budu"                         | 23:45 & 5ivesta Family |
| 6. prosinca   | "Я буду"                          | "Ya Budu"                         | 23:45 & 5ivesta Family |
| 13. prosinca  | "Я буду"                          | "Ya Budu"                         | 23:45 & 5ivesta Family |
| 20. prosinca  | "Bad Romance"                     | "Bad Romance"                     | Lady Gaga              |
| 27. prosinca  | "Bad Romance"                     | "Bad Romance"                     | Lady Gaga              |